# Kanton Vigny
Kanton Vigny is een voormalig kanton in Frankrijk, in het  departement Val-d'Oise. Het ontstond in 1967 toen het van het kanton Marines werd afgescheiden. Het werd opgeheven bij decreet van 17 februari 2014 met uitwerking in maart 2015 en ging op in de kantons Pontoise en Vauréal.
Het kanton Vigny omvatte de volgende gemeenten:
1. Ableiges
2. Avernes
3. Cléry-en-Vexin
4. Commeny
5. Condécourt
6. Courcelles-sur-Viosne
7. Frémainville
8. Gadancourt
9. Gouzangrez
10. Guiry-en-Vexin
11. Le Perchay
12. Longuesse
13. Montgeroult
14. Sagy
15. Seraincourt
16. Théméricourt
17. Us
18. Vigny hoofdplaats